# Талыбова, Гюнель
Гюнель Талыбова (род. 1982, Баку, Азербайджанская ССР, СССР) — азербайджанская спортсменка в Пауэрлифтинге — силовое троеборье.

## Биография
Гюнель Талыбова родилась в 1982 году в городе Баку.

## Спортивные достижения
- Мастер спорта международного класса по пауэрлифтингу по версии WPC
- Элита Пауэрлифтинга
- Двукратная Абсолютная Чемпионка мира по версии WPC (Лас-Вегас 2012г, Прага 2013 г.), Трехкратная Чемпионка Мира (Лас-Вегас 2012г, Прага 2013г, Уэст-Палм-Бич 2014 г.)
- Четырёхкратная Абсолютная Чемпионка Европы по Пауэрлифтингу по версии WPC (Ростов на-Дону 2012 г, Португалия 2013г, Баку 2014г, Рига 2015 г.)
- Чемпионка Мира по версии AWPC (Ростов на-Дону 2009 г.)
- Победительница Кубка Мира по версии WPC (Баку 2010 г.)
- Победительница 5-го Кубка Евразии по версии WPC (Москва 2010 г.)
- Абсолютная победительница турнира «Золотая штанга» (Баку 2009 г.)
- Победительница Кубка России по Становой Тяге (Москва 2011 г.)
- Абсолютная Чемпионка Санкт-Петербурга по Становой Тяге (Санкт-Петербург 2013 г.)
- Абсолютная Чемпионка Москвы по Классическому Пауэрлифтингу ФПР (Москва 2012 г.)
- Абсолютная Чемпионка Москвы по Классическому Жиму лежа ФПР (Москва 2012 г.)
- Многократная Чемпионка и Рекордсменка Азербайджана
- Абсолютная Рекордсменка Мира в сумме в двух весовых категориях (52, 56)
- Рекордсменка Мира в сумме в трех весовых категориях по версии WPC (48, 52, 56)
- Многократная Рекордсменка Европы и Мира.
- Действующая Чемпионка и Рекордсменка Европы и Мира

## Справочные материалы
- Allpowerlifting.com — база данных мирового пауэрлифтинга.
- Raw WPC Powerlifting Women’s Records.
- Women’s Raw World Records.